# Zalujanî, Drohobîci
Zalujanî (în ucraineană Залужани) este un sat în comuna Sneatînka din raionul Drohobîci, regiunea Liov, Ucraina.

## Demografie
Componența lingvistică a localității Zalujanî
     Ucraineană (99,62%)
     Alte limbi (0,38%)
Conform recensământului din 2001, majoritatea populației localității Zalujanî era vorbitoare de ucraineană (99,62%), existând în minoritate și vorbitori de alte limbi.